# ルビコン (企業)
ルビコン株式会社（Rubycon Corporation）は、長野県伊那市に本社を構えるアルミ電解コンデンサ、フィルムコンデンサ、PMLCAP等の各種コンデンサ、スイッチング電源ユニットを開発設計、製造、販売している電子部品メーカーである。
長野県伊那市の本社工場を中心に、秋田県由利本荘市、福島県二本松市、新潟県妙高市、伊那市ますみヶ丘、下伊那郡松川町に事業所を展開している。また、グループ会社に、ルビコンエンジニアリング株式会社（各種自動省力化設備の設計・製造）等を有する。
海外には、ルビコンインドネシア株式会社（アルミ電解コンデンサの製造）を有する他、アメリカ、ドイツ、シンガポール、インド、タイ王国、上海、香港、韓国等に販売拠点を展開している。

## 沿革[1]
- 1952年4月 - 創業者・登内英夫が長野県伊那市に有限会社日本電解製作所を設立。アルミ電解コンデンサの製造を開始。
- 1953年4月 - 信英通信工業有限会社に社名変更。商標「Rubycon」を制定。
- 1954年2月 - 株式会社に改組。
- 1990年12月 - ルビコン株式会社に社名変更。
- 2021年10月 - 秋田ルビコン株式会社、福島ルビコン株式会社、西部ルビコン株式会社及び新潟ルビコン株式会社を吸収合併。秋田事業所、福島事業所、ますみヶ丘事業所、新潟事業所にそれぞれ名称変更。
- 2022年10月 - ルビコン電子株式会社を吸収合併。松川事業所に名称変更。

## 事業内容[2]
- アルミ電解コンデンサ（導電性高分子アルミ電解コンデンサも扱っている）
- フィルムコンデンサ、PMLCAP
- その他コンデンサ
- スイッチング電源ユニット

## 国内生産拠点、国内関係会社[3]
- ルビコン株式会社
  - 秋田事業所 - 秋田県由利本荘市
  - 福島事業所 - 福島県二本松市
  - 新潟事業所 - 新潟県妙高市
  - ますみヶ丘事業所 - 長野県伊那市
  - 松川事業所 - 長野県下伊那郡松川町
- ルビコンエンジニアリング株式会社 - 長野県伊那市

## 海外関係会社[4][5]
- Rubycon America Inc. アメリカ合衆国
- Rubycon Singapore Pte. Ltd. シンガポール
- Rubycon India Pvt. Ltd. インド
- Rubycon International Thailand Co. Ltd. タイ王国
- Rubycon Korea Co. Ltd. 大韓民国
- Rubycon International Shanghai Co. Ltd. 中華人民共和国
- Rubycon Hong Kong Limited 香港
- P.T. Rubycon Indonesia インドネシア

## 不祥事
- 2015年（平成27年）12月9日、台湾の公平交易委員会から公平交易法（日本の私的独占の禁止及び公正取引の確保に関する法律（独占禁止法）に相当する法律）違反に当たるとして、約12億5千万台湾ドル（約46億4千万円）の罰金を課された[6]。本件については既に解決済であるが、同社では二度と同じような法令違反を犯すことがないよう、コンプライアンス重視の経営に取り組んでいる[7]。